# Horst Hille (Autor)
Horst Hille (* 14. September 1920 in Dresden; † 2. Mai 1995 in Leipzig) war ein deutscher Autor und Redakteur und befasste sich mit philatelistischen Themen.

## Leben
Hille war Postbeamter in der DDR und kam so bereits eng in Kontakt mit den Bereichen Philatelie  und Philokartie. Er verfasste eine  Reihe von Büchern zu diesen Themen und den damit verbundenen Sammeltätigkeiten.
Hille war auch als Aussteller von Sammlungen aktiv.
Von 1956 bis 1986 war er Redakteur der in der DDR erschienenen Zeitschrift "Die deutsche Post". Herausgeber war das Ministerium für Post- und Fernmeldewesen der DDR im Transpress VEB Verlag für Verkehrswesen in Berlin.
Die Museumsstiftung Post und Telekommunikation übernahm 1990 das Bildarchiv der Zeitschrift „Die Deutsche Post“ und stellt damit wichtige Informationen zum Post- und Fernmeldewesen der DDR zur allgemeinen Verfügung. Hille war insbesondere an Fragen zur Postgeschichte interessiert und trug auch mit Fotos zu Zeitschriftenbeiträgen bei.
Zur Würdigung seiner philatelistischen Arbeit erhielt Hille 1992 die Kalckhoff-Medaille.

## Werke
- DDR-Briefmarken Stempel Dokumente, Transpress Verlag, 1969
- Moderne Philatelie, Transpress Verlag, Berlin, 1970
- Sammeln und Gestalten, Transpress Verlag, Berlin, 1971
- Kleine Philatelistenfibel, Kinderbuchverlag, 1976
- Philatelie Ideen – Regeln – Erfolge, Transpress VEB Verlag für Verkehrswesen Berlin, 1982
- Briefgesichter – Ein kulturhistorisch-philatelistischer Streifzug, Urania, 1985, ISBN 3-7685-0485-9
- Technikmotive auf alten Ansichtskarten, VEB Fachbuchverlag, Leipzig 1986, ISBN 3-87181-247-1
- Postkarte genügt – Ein kulturhistorischer-philatelistischer Streifzug, 180 Seiten, Urania-Verlag, 1988, ISBN 3-332-00088-8
- Sammelobjekt Ansichtskarte, Transpress-Ratgeber Philatelie und Postgeschichte, Berlin 1989, ISBN 3-344-00401-8
- Ansichtskarten sammeln, Phil-Creativ, Schwalmtal 1993, ISBN 3-928277-20-0
- Pioniere der Philatelie, Phil-Creativ, Schwalmtal 1995, ISBN 3-928277-17-0